# Bhadawar
Bhadawar fou un estat tributari protegit del tipus zamindari, a l'Índia central (avui a Uttar Pradesh), amb 430 km², i regit pel clan Bhadàuria dels rajputs chauhans.
Raja Manik Rae (720-794) raja chauhan de Sambhar era germà del raja d'Ajmer. Quan el raja d'Ajmer va morir en lluita contra la primera invasió musulmana dirigida pel general Muhammad ibn Kasim, va haver de fugir però va recuperar Ajmer el 756. El seu fill Raja Chandrapal Dev (794-816), va fundar el domini Chandwar (moderna Firozabad) poc abans del 794. El fill Raja Bhado Rao (816-842) fou el que va establir (vers 820 o 832) la capital a Bhadawar a la riba del Uttangan, i va donar nom al clan. Rao Kajjal Dev (1123-1163) va expandir l'estat ocupant la major part del tehsil de Bah al districte d'Agra, i la fortalesa d'Hatkant el 1153. Raja Shalya Dev (1194-1208) conegut com a Salla Deo, va aprofitar les invasions gúrides i la desorganització que va portar i va atacar Meerut i Farrukhabad; Qutb-ad-Din Àybak va marxar contra Bhadawar el 1208, i en la gran batalla de Bhadauragarh el Raja Shalya Dev va morir; la seva esposa prenyada, filla del rao de Sikri, va poder fugir i reunir-se amb el seu pare; en el camí va donar a llum un fill que fou el futur Rajju Raut.
Raja Rajju Raut (1228-1262) va recuperar part dels antics dominis el 1228; el 1246 va assaltar la fortalesa d'Hatkant, matant al cap mewati Hatiyameo Beg; el 1258 ja dominava tots els antics territoris; el sultà Nasr al-Din Mahmud Shah (1246-1266) el va confirmar en la possessió d'aquestos dominis anomenats Bhadawar, com a vassall amb títol de Raja.
Abhai Chandra (1328-1371) va dirigir junt amb Rai Sabir, raja chauhan d'Etawa, Raja Surysen Dev de Chakarnagar, Raja Bir Bhan de Mainpuri i Jit Singh, raja rathor de Rampur Etah, la gran revolta rajput de 1371, que va obtenir una gran victòria sobre els imperials a la batalla de Chandwar, però Abhai fou assassinat a traïció pel general imperial Malik Mukarrab al-Mulk durant una conferència entre les dues parts a Kanauj. Jait Singh (1427-1464) va dirigir les forces contra el sultà Sayyid Mubarak Shah II (1421-1435) a Hatkant, però fou derrotat i com a resultat va perdre la seva capital el 1428, però la va recuperar el 1434; el 1440 el nawab de Kalpi va envair el regne kachwaha de Lahar i aquest va demanar ajut a Jait Singh que va enviar al seu germà Bhao Singh (o Bhav Singh) amb 5.000 cavallers que van derrotar els musulmans a Gopalpura, i van matar el nawab; Bhav Singh es va apoderar dels dominis dels nawab (la seva distinció era la kulha o corona) i va fundar l'anomenada dinastia dels kulhaya bhadàuria. Jait Singh va fundar la ciutat de Jaitpur. Chandra Sen (1464-1480) va envair i ocupar Pinahat el 1470 i hi va construir un fort el 1474; va lluitar contra els musulmans de Delhi a Rapri, i després de la batalla va saquejar el campament del sultà.
Raja Mukutman (1549-1590) el novè de 14 germans, va succeir al seu pare el 1549 amb preferència sobre 8 germans més grans i els seus descendents van fundar la branca dels athbhaiya bhadàuria. El 1558 es va enfrontar a l'exèrcit d'Adham Khan, germà adoptiu d'Akbar el Gran que havia envaït el seu domini, i es va haver de sotmetre; com altres caps rajputs va obtenir diversos rangs de l'exèrcit imperial. El seu fill Bikramaditya (1590-1617) fou també un general mogol i va lluitar al servei de l'emperador contra Bir Singh Deo Bundela d'Orchha, contra Maharana Amar Singh de Mewar, i contra rebels a Gujarat, i en agraïment va rebre el títol hereditari de Mahendra (senyor de la terra) de mans de Jahangir. Mahendra Bhoj Singh (1617-1623) va dirigir l'exèrcit imperial al Dècan. Kishan Singh (1623-1637) fou un destacat general imperial que va dirigir l'exèrcit a la primera campanya contra els bundeles del Dècan sota les ordes de Mahabat Khan, en què fou capturada Daulatabad (1633), contra Jhujhar Singh Bundela d'Orchha junt amb Raja Amar Singh, el sobirà rathor de Jodhpur i amb Indrasal Hada de Bundi.
Badan Singh (1644-1654) fou també un destacat general imperial; en una festivitat el 1648 va atacar ell sol a un elefant per salvat al seu cuidador al que l'animal atacava; per aquesta acció fou recompensat amb la remissió de part del tribut; el 1644 va construir el fort d'Ater; el 1649 va construir una presa d'1,5 km al Yamuna i un canal de 27 km; va morir lluitant per l'emperador a Kandahar, junt amb Dara Shukoh. Maha Singh (1654-1684), va acabar el fort d'Ater i va construir el de Bhind el 1656 on també va construir el llac Gauri Tal lake, i el temple de Bankhandeshwar; durant la revolta dels Yusufzai a Afganistan el 1667 va dirigir l'exèrcit imperial a l'Afganistan.
Udot Singh (1684-1694) fou governador de Chitor (a Mewar) del 1680 al 1684 i secretament va ajudar el Maharana Raj Singh I durant la revolta dels rajputs; va dirigir el contingent imperial a la campanya de Golconda destacant en la conquesta d'Ibrahimgarh (1686). Kalyan Singh (1694-1707) va ser un militar molt destacat i va fundar la vila de Bah el 1700; va dirigir les tropes del seu principat en la primera campanya contra els jats i va infligir a aquests una greu derrota a Dholpur, i els va arrabassar el control d'aquesta ciutat i la seva regió (Dholpur va restar en mans del bhadàuria fins al 1761).
El maharajà Gopal Singh (1707-1730) fou nomenat governador imperial de Narwar el 1707; el 1708 va conquerir la fortalesa jat de Gohad i el 1712 va assaltar la de Rampura; va rebre el títol d'Umara-i-Uzzam; el 1715 va dirigir l'exèrcit mogol durant el setge de Gurdaspur; el 1719 fou nomenat subadar d'Agra posició que va conservar fins al 1720; amb el nou governador Ghairat Khan, Agra va esdevenir el centre de la revolta i Gopal va retornar i va aconseguir reconquerir el fort; en la batalla d'Hasanpur (1720) entre Muhammad Shah i Abdullah Khan, Gopal dirigia la rereguarda de l'exèrcit imperial i va impedir que els jats sorprenguessin a l'exèrcit mogol. El 1724 fou enviat contra Ajit Singh de Jodhpur i el 1729 contra Hinduput Singh de Chachendi. Aprofitant la seva posició i la decadència mogol va estendre notablement els seus dominis, i a la seva mort el 1730 dominava entre Gwalior al sud, Dholpur a l'oest, i Etawah, parts de Mathura i Kanpur a l'est, amb uns 30000 km² (tehsil Bah a Agra, parts de Bhind, Gwalior, Dholpur i Etawah).
Aniruddh Singh (1730-1741) fou encara un alt càrrec imperial, mansab de sis mil i governador de Kanauj. Va dirigir les seves pròpies forces (20000 infants, 7000 cavallers i 45 elefants) en la guerra contra els marathes del peshswa Baji Rao (que disposaven de 100000 homes) i després de ser rebutjat en el camp de batalla es va retirar a Ater on va resistir per un temps (un mes) fins que va haver de demanar la pau i va haver de pagar dos milions de rupies d'indemnització i donar 10 elefants. Bakhat Singh (1755-1803) va arribar a la successió per adopció, sent membre de la branca familiar de Jiwasa, derivada d'un segon fill d'Udot Singh; va perdre Bah davant el raja jat Jawahar Singh de Bharatpur (1767) però la va recuperar el 1770. En la segona meitat del segle XVIII els sobirans van patir els atacs marathes i van perdre progressivament els seus dominis deixant restant només un petit principat. Pratap Singh (1803-1820) també va arribar al tron per adopció, pertanyent a la branca Para, originada igualment en el segon fill d'Udot Singh. Mahendra Singh (1839-1902) pertanyia tanmateix a la branca Para, però no era parent directe del seu antecessor pel que fou adoptat i va pujar al tron amb 4 anys. Va rebre el títol de maharajà el 25 de juliol de 1881; fou nomenat Cavaller Comanador de l'Índia, i (1892) Cavaller Comanador de l'Orde de l'Estrella de l'Índia. Va morir el 1902 després d'adoptar al seu successor, també un col·lateral de la branca Para, Maan Singh, el qual va morir el 1942 i el va succeir el darrer maharajà amb poder, Ripudaman Singh que va governar l'estat fins al 1948; fou diverses vegades parlamentari entre 1957 i 1982, i ministre (1977-1979). El títol va passar el 1991 al seu fill Maharaja Mahendra Aridaman Singh, parlamentari i ministre d'Uttar Pradesh.

## Governants
56 governants són esmentats a les llistes reials del principat per Henry Soszynski:
- 1. Raja MANIK RAE 720-794
- 2. Raja CHANDRAPAL DEV 794-816
- 3. Raja BHADO RAO 816-842
- 4. Rao ALAM DEV 842-857
- 5. Rao BHAGWAT DEV 857 (sis mensos)
- 6. Rao BHAN DEV 857-858
- 7. Rao PRAGYA DEV 878-889
- 8. Rao KANKAR DEV 889-903
- 9. Rao HASAN DEV 903-917
- 10. Rao GOPAL DEV 917-933
- 11. Rao KHARAG SEN 933-936
- 12. Rao RAM SEN 936-950
- 13. Rao VIJAY SEN 950-954
- 14. Rao GUJARMAL DEV 954-970
- 15. Rao BHOGMAL DEV 970-984
- 16. Rao ARJUN DEV 984-1008
- 17. Rao PAHAD SEN 1008-1025
- 18. Rao KARAM SEN 1025-1048
- 19. Rao TATTAR DEV 1048-1054
- 20. Rao HARDOL DEV 1054-1066
- 21. Rao TARACHAND DEV 1066-1081
- 22. Rao TIHAR DEV 1081-1092
- 23. Rao BILLOR DEV 1092-1123
- 24. Rao KAJJAL DEV 1123-1163
- 25. Rao AASAL DEV 1163-1183
- 26. Rao VISAL DEV 1183-1194
- 27. Raja SHALYA DEV 1194-1208
- Al Sultanat de Delhi 1208-1228
- 28. Raja RAJJU RAUT 1228-1262
- 29. Raja UDAI RAJ 1262-1296
- 30. Raja MADAN SEN 1296-1328
- 31. Raja ABHAI CHANDRA 1328-1371
- 32. Raja RATAN SEN 1371-1427
- 33. Raja JAIT SINGH 1427-1464
- 34. Raja CHANDRASEN 1464-1480
- 35. Raja KARAN SINGH 1480-1509
- 36. Raja PRATAP RUDRA 1509-1549
- 37. Raja MUKUTMAN 1549-1590
- 38. Raja Mahendra BIKRAMADITYA 1590-1617
- 39. Raja Mahendra BHOJ SINGH 1617-1623
- 40. Raja Mahendra KISHAN SINGH 1623-1637
- 41. Raja Mahendra MANGAT RAY 1637-1638
- 42. Raja Mahendra KEERAT SINGH 1638-1643
- 43. Maharajadhiraj Maharaja Mahendra BADAN SINGH 1644-1654
- 44. Maharajadhiraj Maharaja Mahendra MAHA SINGH 1654-1684
- 45. Maharaja Mahendra UDOT SINGH 1684-1694
- 46. Maharaja Mahendra KALYAN SINGH 1694-1707
- 47. Umara-i-Uzzam Maharaja Mahendra GOPAL SINGH 1707-1730
- 48. Umara-i-Uzzam Maharaja Mahendra ANIRUDDH SINGH 1730-1741
- 49. Raja Mahendra BAHADUR SINGH 1741-1743
- 50. Raja Mahendra HIMMAT JAI SINGH 1743-1755
- 51. Raja Mahendra BAKHAT SINGH 1755-1803
- 52. Maharaja Mahendra PRATAP SINGH 1803-1820, adopted from Para, married and had issue.
- 53. Maharaja Mahendra SIRNET SINGH 1820-1839
- 54. Maharaja Raja Mahendra Sir MAHENDRA SINGH 1839-1902
- 55. Hon. Lt. Maharaja Mahendra MAAN SINGH 1902-1942
- 56. Maharaja Mahendra RIPUDAMAN SINGH 1942-1949 (+1991)